# تمييز الأقارب
يشير مصطلح تمييز الأقارب (اكتشاف الأقارب) إلى القدرة الكامنة التي يتمتع بها حيوان ما على التمييز بين أقاربه الذين يحملون جينات مشابهة لتلك التي يحملها وبين غيرهم. وهناك افتراضية في علم الأحياء التطوري وعلم النفس تقول إن هذه القدرات قد تطورت نشوئيًا لتخدم وظيفة تحاشي التوالد الداخلي التكيفية.
وثمة وظيفة تكيفية أخرى تُفترض أحيانًا لتمييز الأقارب؛ ألا وهي الدور الذي يمكن أن يلعبه هذا التمييز فيما يخص اصطفاء القرابة (الانتقاء من القُربى). وهناك جدل دائر حول هذا الدور الإضافي، نظرًا لأن المصطلحات النظرية الدقيقة لا تراه ضروريًا لمبدأ حب إيثار الأقارب أو التعاون الذي يصاحبه. علاوة على أن النتائج التجريبية قد أسفرت عن أن قوى التمييز النشطة تلعب دورًا مُهملاً في التوسط فيما يتعلق بالتعاون الاجتماعي المتناسب مع الآليات الأقل وضوحًا والمعتمدة على خاصية الإلماع، مثل الأُلفة والتطبع ومطابقة النمط الظاهري. وبصرف النظر عن ذلك، فلقد أُجريت أبحاث كثيرة للتحقيق في الدور الذي يمكن أن تلعبه آليات تمييز الأقارب في التوسط فيما يتعلق بحب الإيثار.
ونظرًا لأن تمييز الأقارب يعتمد على خاصية الإلماع اعتمادًا هائلاً، فإن النتائج الواردة غير مؤكدة بالنسبة للقرابة الجينية الفعلية. وهناك مثال معروف على هذا الأمر؛ وهو تأثير ويسترمارك (Westermarck)، وفيه يتضح أن الأفراد الذي يقضون مرحلة طفولتهم في منزل واحد لا يشعرون بالانجذاب الجنسي تجاه بعضهم البعض. وعلى غرار ذلك، فإنه من المرجح أيضًا أن يظهر لدى الأفراد غير المرتبطين ببعضهم بقرابة ممن يكبرون معًا بهذه الطريقة روابط اجتماعية وعاطفية قوية فيما بينهم مع تحليهم بصفة حب الإيثار، وكل ذلك راجع إلى الآليات المعتمدة على خاصية الإلماع والتي تتوسط في الرابط الاجتماعي والتعاون.

## الخلفية النظرية
لقد تشكلت نظرية هاميلتون عن اللياقة الشاملة وما يرتبط بها من نظرية تحديد الأقارب في الستينيات والسبعينيات من القرن الماضي في محاولة لتفسير الظروف المحيطة بتطور السلوكيات الاجتماعية. واشتملت الأوراق التي سطرها هاميلتون في بادئ الأمر، بجانب إعطائها تفسيرًا رياضيًا لضغط التحديد، على مناقشات واسعة بشأن التلميحات الممكنة والمظاهر السلوكية. ومن هذه الناحية، يناقش هاميلتون الأدوار المحتملة للآليات المعتمدة على خاصية الإلماع، والتي تتوسط فيما يتعلق بحب الإيثار في مقابل إمكانية «القوى الإيجابية» للتمييز بين الأقارب:
لقد كانت هذه الإمكانية بمثابة الزخم الرئيسي لجيل من الباحثين للشروع في البحث عن دليل لأي «قوى إيجابية» للتمييز بين الأقارب. ومع ذلك، فقد استطاع هاميلتون تطوير تفكيره، بحيث اعتبر أنه لم يكن من المحتمل أن يلعب السلوك التمييزي دورًا في السلوكيات الاجتماعية الوسيطة:
لقد تم توضيح التلميح إلى أنه يمكن تطبيق نظرية اللياقة الشاملة عن طريق توسط آليات السلوك التعاوني المعتمدة على السياقات والمواقع، وذلك من خلال ما أشارت إليه أعمال أخيرة على يد ويست وآخرين.:
للاطلاع على آخر المناظرات الخاصة بتمييز الأقارب، ودور تلك المناظرات في المناظرات الأوسع التي دارت بشأن كيفية تأويل نظرية اللياقة الشاملة، بما في ذلك تماشيها مع البيانات الخاصة بالأجناس البشرية، انظر هولاند (Holland) (2004).

## النقد
زعم رائدو واضعي نظرية اللياقة الشاملة مثل جرافين أنه في بعض الأحيان يتم تضليل البرنامج البحثي الخاص بتمييز الأقارب:
ولدى واضعي نظريات آخرين شكوك مشابهة بشأن المشروع:
على الرغم مما سبق ذكره، فإن هناك دليلاً برز مؤخرًا على أنه يمكن توسط تمييز الأقارب من خلال التشابه المستمنع لمعقد التوافق النسيجي الكبير. للاطلاع على مناقشة حول تكامل عوامل تمييز الأقارب الاجتماعية والبيولوجية، انظر ليبرمان (Lieberman) وتوبي (Tooby) وكوسميدس (Cosmides) (2007). لقد افترض البعض أن هذا المنظور التكاملي الخاص بالطبيعة-التنشئة، الذي ينطبق على البشر، يسمح بالتوليف  بين النظريات ودليل الترابط الاجتماعي والتعاون عبر مجالات علم الأحياء التطوري و (نظرية التعلق) في علم النفس وعلم الأجناس البشرية الثقافي (رعاية القرابة).

## الدليل
إن تمييز الأقارب هو عبارة عن تكيف سلوكي ملحوظ في العديد من السلالات، غير أن آليات المستويات التقريبية غير موثقة توثيقًا حسنًا. وقد أثبتت الدراسات الحديثة أن تمييز الأقارب يمكن أن ينتج عن نطاق واسع من المدخلات الحسية. وها هو جيل ماتيو يدون ثلاثة مكونات بارزة في تمييز الأقارب. يكمن الأول في "إنتاج حقوق أو تسميات فريدة خاصة بالنمط الظاهري". والثاني يتمثل في "تصور هذه التسميات ودرجة مطابقتها مع "قالب التمييز"، وأخيرًا ينبغي أن يؤدي تمييز النمط الظاهري إلى اتخاذ "إجراء من جانب الحيوان بوصفه إحدى وظائف التشابه المتصور بين قالبه وبين نمط ظاهري تمت مصادفته".
وتتيح هذه المكونات الثلاثة إمكانية ظهور عدة آليات ممكنة لتمييز الأقارب. علمًا بأن المعلومات الحسية التي جرى تجميعها من المحفزات البصرية والشمية والسمعية هي الأكثر شيوعًا. إن أقارب سنجاب الأرض بمدينة بيلدينج (Belding) يصدرون روائح مشابهة مقارنة بغير الأقارب. ويلاحظ ماتيو أن حيوانات السنجاب تقضي أوقاتًا أطول في التحقيق بشأن الروائح التي يصدرها غير الأقارب، مما يؤدي بهم إلى تمييز روائح الأقارب. كما أنه لوحظ أن حيوانات سنجاب الأرض بمدينة بيلدينج المذكورة تصدر رائحتين من خلال إفرازات الظهر والفم، مما يمنحها فرصتين لتمييز الأقارب. وقد تمت ملاحظة التمييزات السمعية بين سلالات الطيور. إذ أن طائر القرقف طويل الذيل (الاسم العلمي: إيجيثالوس كوداتوس (Aegithalos caudatus)) يتمتع بالقدرة على التمييز بين الأقارب وبين غيرهم من خلال نداءات الاتصال. ويتعلم هذا الطائر التمييز بين النداءات في أغلب الأحيان من الطيور البالغة أثناء فترة وجوده في عشه كفرخ صغير.